# Sony Ericsson MW600

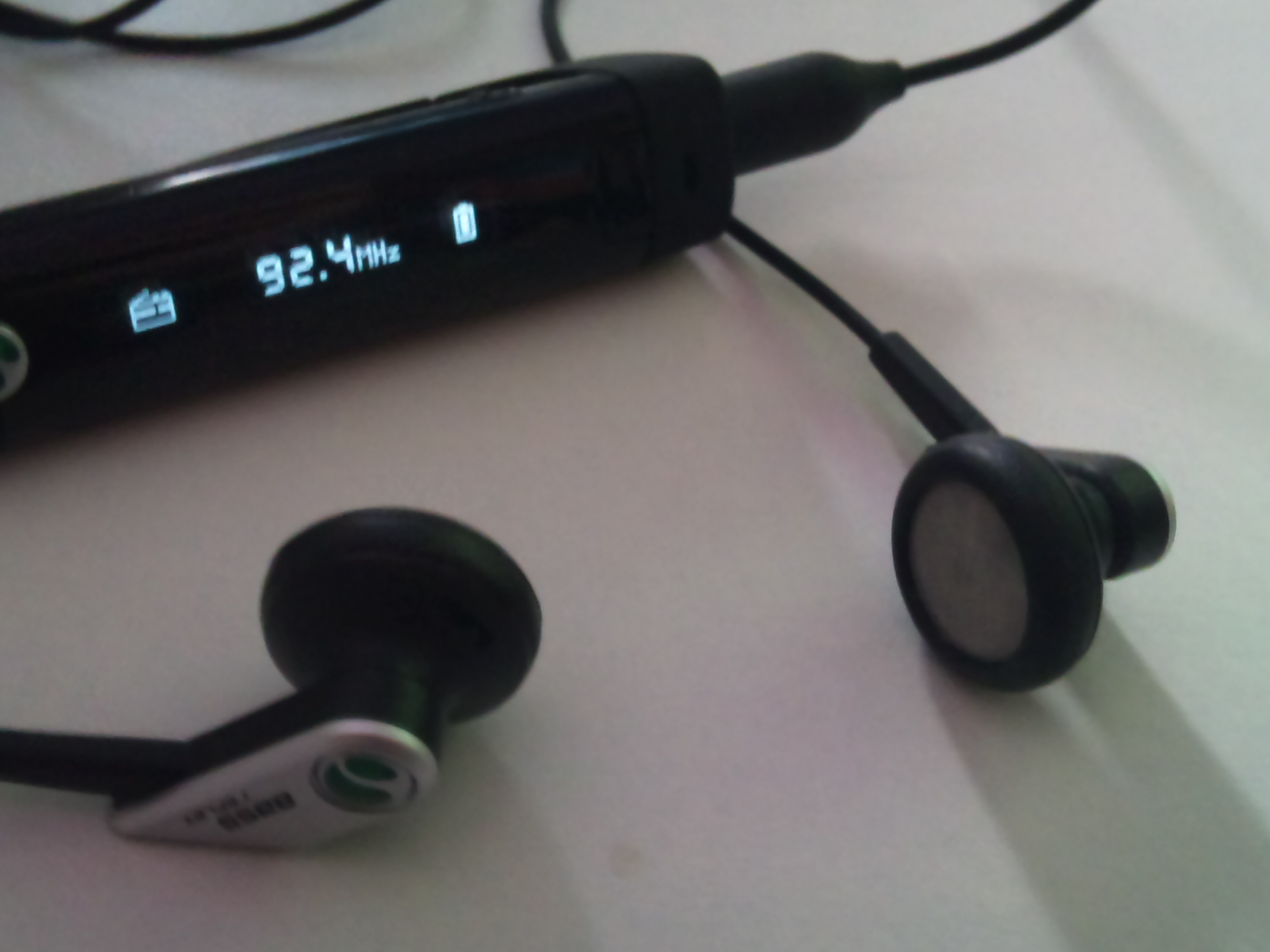
Az MW600 rádió módban

Az MW600 egy Sony Ericsson által készített Hi-Fi-s Bluetooth sztereó fülhallgató (angolul headset) A beépített rádió-vevő segítségével rádióhallgatásra is alkalmas. Játékkonzolokhoz, számítógépekhez, laptopokhoz és telefonokhoz egyaránt használható.
Kapható külön, illetve más Sony Ericsson termékkel együtt (pl. XPERIA X10).

## Műszaki adatok
Kapható színek:
- Fekete

Tömeg:
- 13,0 gr
- 0,5 uncia

Méret:
- 62,0 x 15,0 x 17,5 mm
- 2,4 x 0,6 x 0,7 hüvelyk

Jellemzők:
- Bluetooth™ vezeték nélküli technológia
- Alacsony töltöttségi szint jelzés a telefonon
- Suttogó mód
- Hangtárcsázás (VAD)
- Hangos játékok
- Második hívás kezelése
- Újratárcsázás
- Távoli beszédhangerő vezérlés
- Távoli hangerővezérlés
- Gyors automatikus hangerő-szabályozás
- eSCO (bővített SCO)
- Teljes értékű duplex visszhangcsökkentés
- Auto-pairing™

## Kompatibilis telefonok
Sony Ericsson: W880i, Aspen™, Cedar™, Xperia™ X8, Spiro™, Zylo™, Xperia™ X10 mini pro, Vivaz™ pro, Xperia™ X10 mini, Hazel™, Xperia™ X10, Elm™, Vivaz™, Aino™, Satio™, Yari™, Naite™, Jalou™, T715, C901 GreenHeart™, C903, S312, T707, W995, C901, W508, W705, W395, C510, G705, F305, Xperia™ X1, C905, S302, W595, T700, W302, W350i, T303, G502, W980, W760i, G900, G700, C702, C902, Z555i, Z770i, W380i, K660i, W890i, W960i, Z750, K850i, K770i, W910i, T650i, P1i, S500i, K810i, W610i, K550i.